# Orchamus hebraeus
Orchamus hebraeus är en insektsart som beskrevs av Boris Petrovich Uvarov 1942. Orchamus hebraeus ingår i släktet Orchamus och familjen Pamphagidae. Inga underarter finns listade i Catalogue of Life.